# Christina Schollin
Christina Alma Elisabet Schollin (Estocolmo, 26 de dezembro de 1937) é uma atriz sueca. Ela é mais conhecida do público internacional principalmente por suas aparições em filmes, como Dear John (1964), Song of Norway (1970) e Fanny och Alexander (1982).

## Biografia
Christina é casada desde 1962 com o ator Hans Wahlgren; o casal tem quatro filhos: Peter, Niclas , Pernilla e Linus Wahlgren. Ela ganhou o Prêmio Guldbagge de Melhor Atriz por seu papel no filme Ormen.